# 簡式審判程序
簡式審判程序是中華民國刑事訴訟法上的一種訴訟程序，相較於普通程序，特色在於簡化了證據調查的程序，使案件的審理更有效率。